# Úžasné místo
Úžasné místo (v anglickém originále Heartbreak Hotel) je 2. díl 30. řady (celkem 641.) amerického animovaného seriálu Simpsonovi. Scénář napsali Renee Ridgeleyová a Matt Selman a díl režíroval Steven Dean Moore. V USA měl premiéru dne 7. října 2018 na stanici Fox Broadcasting Company a v Česku byl poprvé vysílán 11. února 2019 na stanici Prima Cool. V dílu je parodována reality show The Amazing Race a píseň „Heartbreak Hotel“ od Elvise Presleyho.

## Děj
Rodina Simpsonových sleduje televizní soutěž Úžasné místo. Bart navrhne, aby se Marge s Homerem přihlásili do 48. řady tohoto pořadu. Soutěž probíhá na tropickém ostrově a vítězové vyhrají milion dolarů. Marge prozradí, že už se hlásili do 46 řad, ale pokaždé je odmítli. Líza proto sestříhá video se všemi žádostmi o účast a s Bartem je na castingu přihlásí. Později Marge přijde dopis a zjistí, že byli do soutěže vybráni. Hned v prvním úkolu, zvaném Pašerák, byli s Homerem tzv. vymušleni (vyřazeni) a ubytovali je v hotelu. Po následujících šest týdnů se nesmí potkat se svými dětmi a nesmí nikomu prozradit, že byli vyřazeni. Zatímco si Homer pobyt v hotelu užívá, Marge se užírá. Homer zazpívá Marge píseň o tomto hotelu. Po cvičení Marge s Homerem navštíví produkci, kde právě stříhají jejich díl. Dozví se, že Homer snědl čokoládu (pašeráka), a tím pádem prohráli první úkol a byli vymušleni. Toho večera je Marge na Homera naštvaná. Následující den dostanou všichni vymušlení soutěžící možnost postoupit rovnou do finále, ale s jiným partnerem (to znamená, že Marge nemůže soutěžit ve finále s Homerem). Marge se proto rozhodne soutěžit s Nickem. Finální úkol se jmenuje Mango tango. Cílem je vytvořit 6 mangorit (nápoje z manga). Marge s Nickem dorazili do cíle jako první, ale zapomněli na slané okraje u skleniček, a tak vyhráli Shawn a Barry.

## Produkce
Vedoucí producent a spoluautor scénáře Matt Selman uvedl, že inspirací pro tuto epizodu byl dlouholetý špatný pocit prvního člověka vyhozeného z Top Chefa, což považoval za „horší než nebýt v pořadu vůbec“. S nápadem parodovat uprostřed epizody pořad Kdo se bojí Virginie Woolfové? přišla Selmanova manželka a spoluautorka scénáře epizody Renee Ridgeleyová, která má v pasáži sama malé cameo jako postava Honey. Herec George Segal byl požádán o hostování a natočení své role až během týdne od uvedení dílu do vysílání. Bylo to proto, že teprve když jeden z přátel pověděl Selmanovi, že George Segal řekl, že Kdo se bojí Virginie Woolfové? je jeho nejoblíbenější film, ve kterém kdy hrál, přemýšleli o tom, že ho získají, a tak ho štáb vypátral, jak nejrychleji mohl. Selman prohlásil, že Segal byl „potěšen, že si může zopakovat svůj hlas“. Při režírování Segala, jenž si zopakoval roli Nicka, mu Selman jednoduše řekl: „Prostě to udělej tak, jak řekl Mike Nichols.“. Díl se měl vysílat ve 29. řadě, ale později byl odložen na 30. řadu, protože Flandersův žebřík měl být posledním dílem 29. řady.

## Přijetí
Tony Sokol z Den of Geek udělil epizodě 3 body z 5 a prohlásil: „Veřejné ponížení je nejlepší ponížení. Rodina Simpsonových má sice špatné vzpomínky, pokud jde o jejich vlastní veřejné vystupování, ale daří se jim v potlačovaném utrpení, které pramení z toho, že jsou pod drobnohledem. Premisa nám svěže ukázala, jak může být život v hotelu odpovědí na všechny životní problémy. Úžasné místo nabízí rozmanitý vstup do řady, je však stále nedotažený.“.
Dennis Perkins z The A.V. Clubu udělil epizodě známku B−: „Úžasné místo odvádí dobrou práci při dodávání motivace, která – i když je pro nás nová – je věrná postavám. Zejména Marge, jejíž desetiletí trvající závislost na soutěžní cestovatelské reality show Úžasné místo má kořeny v dlouhých hodinách bez Homera jako vdova po fotbalistovi a Vočkovi. Marge vysvětluje, že zatímco Homer má své záliby, ona má ty své v podobě encyklopedických znalostí každé události, kousku a zvratu, které její oblíbená show dokáže svým chápavým soutěžícím předhodit.“.
Úžasné místo dosáhlo ratingu 1,8 s podílem 7 a sledovalo ho 4,60 milionu lidí, čímž se Simpsonovi stali nejsledovanějším pořadem stanice Fox v tento večer.